# Jenynsia
Jenynsia es un género de peces con aletas radiadas, de agua dulce, perteneciente a la familia Anablepidae. Son peces vivíparos.

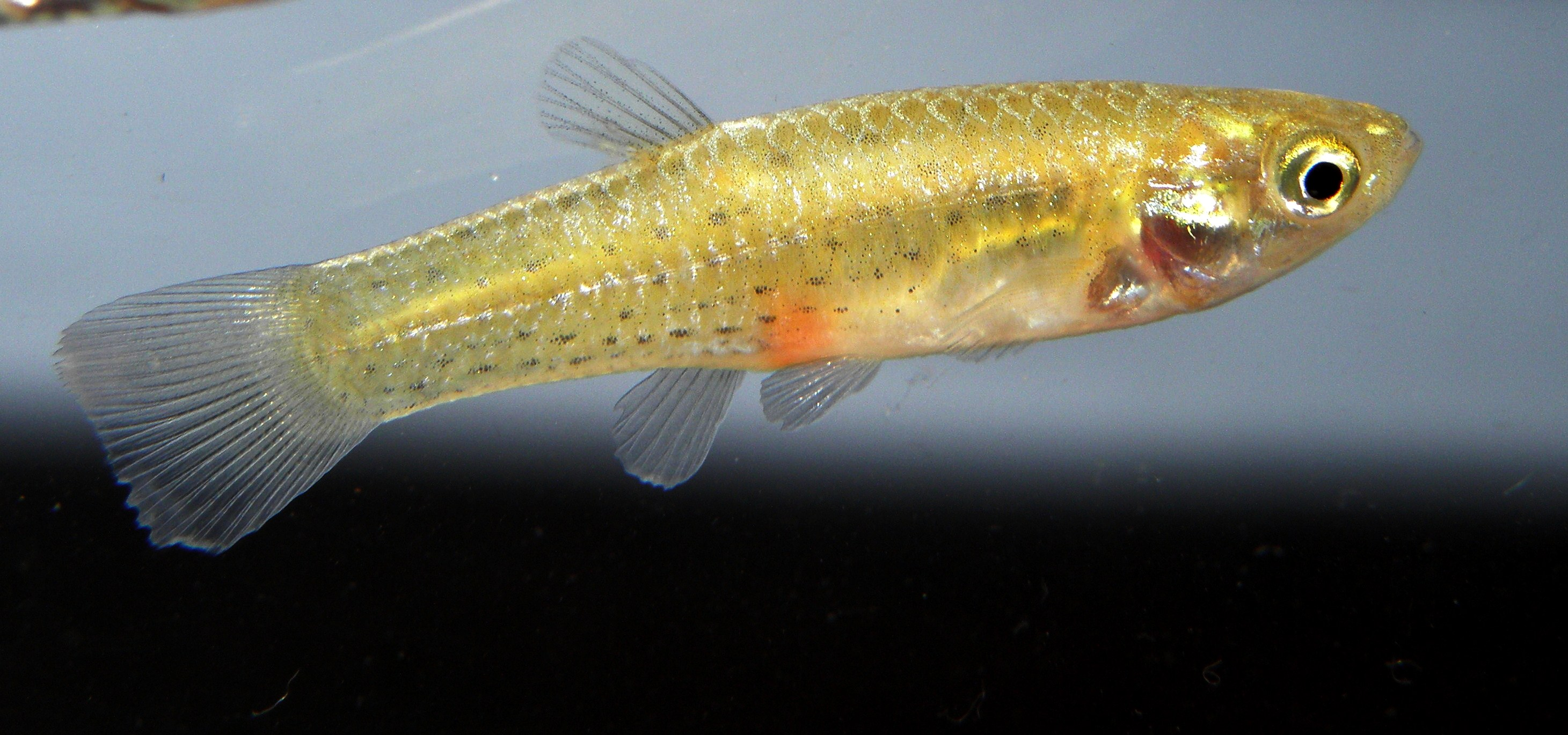
Listado (Jenynsia lineata).

## Distribución
Las especies se distribuyen en la cuenca del Río de la Plata y cursos de agua de las costas atlánticas de la provincia de Río Negro, Argentina, a  Río de Janeiro, Brasil, y en los Andes del noroeste de Argentina y sur de Bolivia.

## Taxonomía
Jenynsia es el grupo hermano del  género Anableps, ambos clasificados en la subfamilia Anablepinae; junto con el género Oxyzygonectes  componen la familia Anablepidae. Jenynsia contiene dos subgéneros. Los del subgénero Plesiojenysia Ghedotti 1998, se distribuyen en las alturas del sur de Brasil, mientras que los del subgénero Jenynsia están más ampliamente distribuidos en el sur de Sudamérica, con una especie J. sanctaecatarinae también en el sur de Brasil. Los miembros de los dos subgéneros son parcialmente simpátricos en el sudeste de Brasil.

## Descripción

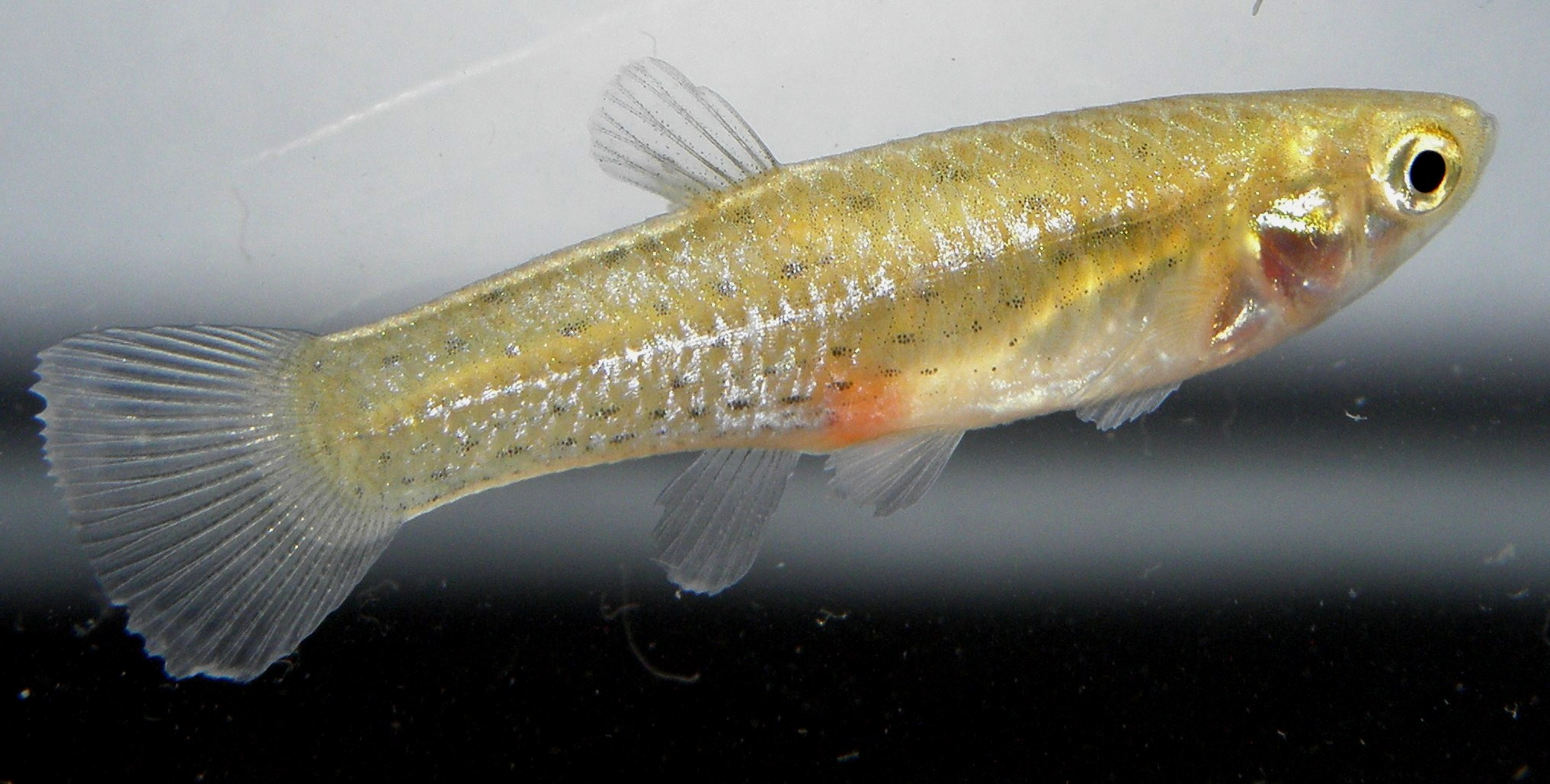
Listado (Jenynsia lineata).

Las especies de Jenynsia se diagnostican por poseer un gonopodio tubular formado principalmente por las 3ª, 6ª, y 7ª aleta anal y por tener  dientes oclusión tricúspide en la mandíbula externa, en adultos. La hembra mide de máxima longitud 12 cm; el macho 4 cm
El color del cuerpo es verdoso gris y los lados muestran seis a ocho líneas oscuras y finas o rayas longitudinales punteadas. El macho es bastante más delgado y pequeño que la hembra. Ambos sexos presentan la misma coloración. Las  aletas son incoloras. La hembra no fertilizada tiene un punto anaranjado en la aleta anal, situada a la derecha o la izquierda. 

## Especies
Los subgéneros y especies son:
Subgénero Jenynsia
- Jenynsia alternimaculata (Fowler, 1940)
- Jenynsia darwini Amorom, 2018[4]
- Jenynsia lineata (Jenyns, 1842)
- Jenynsia maculata Regan, 1906
- Jenynsia onca Lucinda, Reis & Quevedo, 2002
- Jenynsia obscura (Weyenbergh, 1877)
- Jenynsia sanctaecatarinae Ghedotti & Weitzman, 1996
- Jenynsia sulfurica Aguilera, Terán, Mirande, Alonso, Rometsch, Meyer & Torres-Dowdall, 2019[5]
- Jenynsia tucumana Aguilera & Mirande, 2005[6]

Subgénero Plesiojenynsia Ghedotti, 1998
- Jenynsia diphyes Lucinda, Ghedotti & Graça, 2006[3]
- Jenynsia eigenmanni (Haseman, 1911)
- Jenynsia eirmostigma Ghedotti & Weitzman, 1995
- Jenynsia unitaenia Ghedotti & Weitzman, 1995
- Jenynsia weitzmani Ghedotti, Meisner & Lucinda, 2001[2]

Jenynsia multidentata (Jenyns, 1842) es un sinónimo más moderno de J. lineata.